# Reginald VelJohnson
Reginald VelJohnson (født 16. august 1952 i New York, USA) er en amerikansk skuespiller. Han er bedst kendt for sin rolle som Sgt. Al Powell i Die Hard-filmene.